# آنتریم (پنسیلوانیا)
آنتریم (به انگلیسی: Antrim) یک منطقهٔ مسکونی در ایالات متحده آمریکا است که در شهرستان تیوگا، پنسیلوانیا واقع شده است. آنتریم ۵۰۴٫۱۵ متر بالاتر از سطح دریا واقع شده است.